# Ercolano
Ercolano är en kommun i storstadsregionen Neapel, före 2015 provinsen Neapel, i regionen Kampanien, Italien.  Kommunen hade 52 763 invånare (2017). Den ligger nära ruinerna efter Herculaneum.
Omkring år 1000 blev det uppfört en kyrka i området och den kallades Castel di Resina. Runt denna byggdes efterhand en stad som fick namnet Resina. 
År 1969 bytte staden namn till Ercolano, som är en modern italiensk form av namnet Herculaneum.